# La Paz (departamento de Catamarca)
La Paz é um departamento da Argentina, localizado na província de Catamarca.